# Pampa rufa
El colibrí rojizo mexicano ( Pampa rufa), también denominado ala de sable rufo, fandangero rufo, fandanguero canelo o fandanguero rojizo, es una especie de ave apodiforme de la familia Trochilidae —los colibríes— perteneciente al género  Pampa, anteriormente situada en  Campylopterus . Es nativo del extremo suroeste de México y del noroeste de América Central.

## Distribución y hábitat
Se distribuye por la vertiente del Pacífico de las tierras altas del sur de México, Guatemala y El Salvador, los registros más noroccidentales son de la Sierra Madre de Chiapas en el este de Oaxaca y los registros más meridionales son del volcán de San Salvador en El Salvador.
Habita en bosques montanos húmedos siempreverdes y bordes de bosques, bosques de pino-encino, cafetales y plantaciones; en altitudes entre 900 y 2000 m, aunque ha sido reportado a 50 m del nivel del mar en El Salvador.

## Sistemática

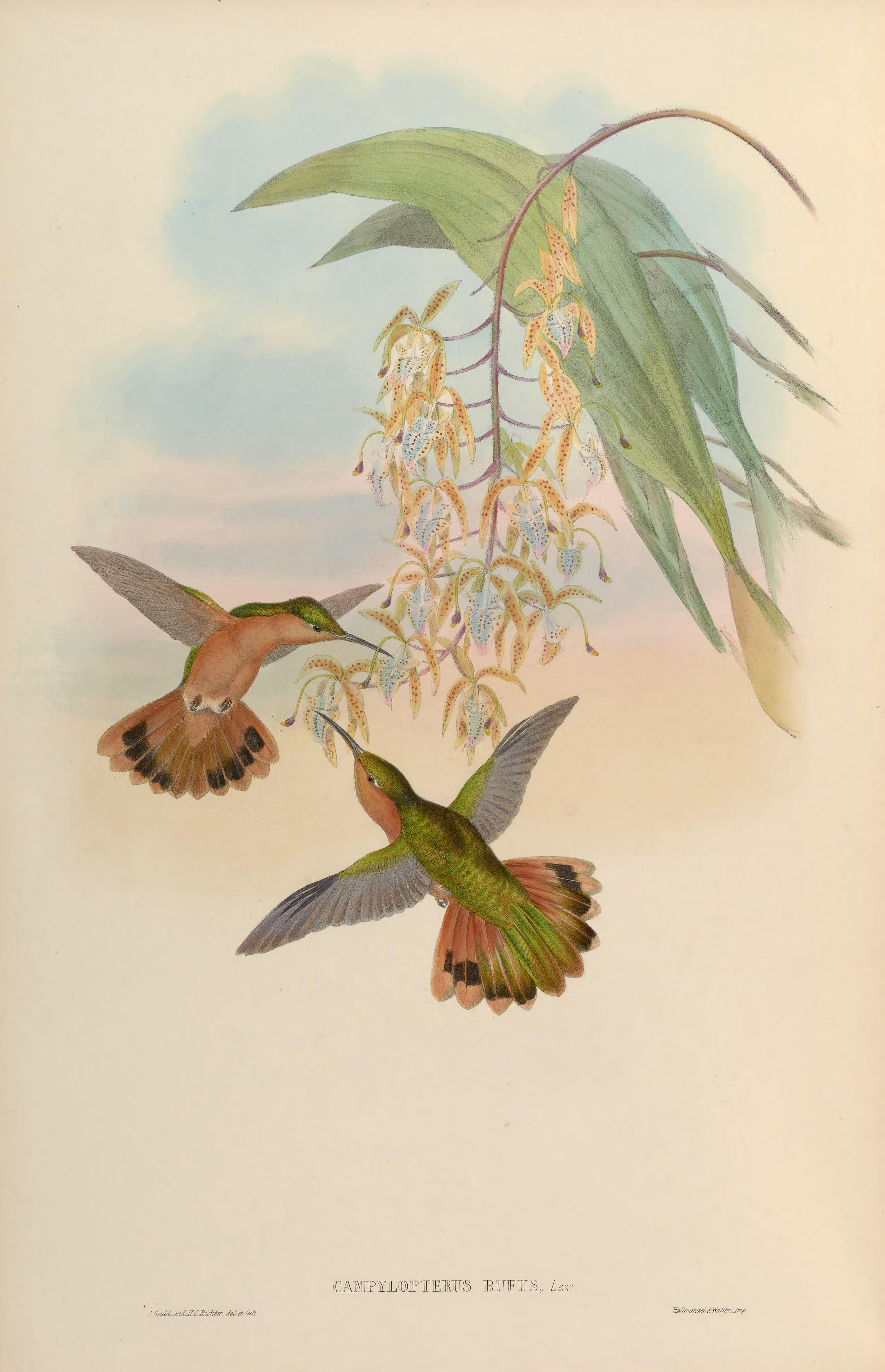
Campylopterus rufus, ilustración de Gould y Richter en A monograph of the Trochilidae, or family of humming-birds 2, 1861.

### Descripción original
La especie P. rufa fue descrita por primera vez por el ornitólogo francés René Primevère Lesson en 1840 bajo el nombre científico Campylopterus rufus; la localidad tipo no fue dada, se presume «Guatemala».

### Etimología
El nombre genérico Pampa proviene del nombre específico Ornismya pampa, que por su vez deriva del nombre francés «Campyloptère Pampa» designando a la especie por Lesson, 1832, en la creencia errónea de que provenía del interior de las «pampas» de Argentina; y el nombre de la especie «rufa», proviene del latín «rufus» que significa ‘rufo’, ‘rojizo’.

### Taxonomía
Las especies actualmente en el género Pampa se han incluido hasta recientemente en el género Campylopterus. Sin embargo, basándose en la filogenia molecular presentada por McGuire et al. (2014), se descubrió que el género Campylopterus era parafilético, y que las entonces especies Campylopterus curvipennis y C. rufus] no pertenecían al mismo; para resolver esta parafilia se requirió la resurrección del género Pampa.
Es monotípica.